# Acyphoderes hirtipes
Acyphoderes hirtipes är en skalbaggsart som först beskrevs av Johann Christoph Friedrich Klug 1825.  Acyphoderes hirtipes ingår i släktet Acyphoderes och familjen långhorningar. Inga underarter finns listade i Catalogue of Life.